# Funkturm Klein Oßnig
Der Funkturm Klein Oßnig ist ein Sendeturm auf dem Schwarzen Berg bei Klein Oßnig im Landkreis Spree-Neiße in Brandenburg, rund sieben Kilometer südlich von Cottbus. Er wird gegenwärtig zur Verbreitung von Hörfunkprogrammen genutzt.

## Geschichte
Der Funkturm wurde im Jahr 1961 als A-Turm für das Richtfunknetz der SED errichtet. Die Richtfunkeinrichtung wurde vom VEB RAFENA-Werke Radeberg gebaut. Im Januar 1984 wurde der Betrieb des Turms an die Deutsche Post übergeben. Nach der Wiedervereinigung wird der Turm heute als Sender zur Übertragung von Hörfunkprogrammen verwendet.

## Frequenzen und Programme
| Frequenz (MHz) | Programm                         | Sendeleistung in kW |
| -------------- | -------------------------------- | ------------------- |
| 88,6           | Deutschlandfunk                  | 3                   |
| 91,6           | Radio B2 (Berlin/Brandenburg)    | 0,5                 |
| 95,6           | RS2                              | 1,3                 |
| 99,9           | Inforadio (RBB)                  | 1                   |
| 102,2          | Berliner Rundfunk 91,4 (Lausitz) | 3                   |